# Герасимов, Николай Семёнович
Никола́й Семёнович Гера́симов (23 ноября (6 декабря) 1911, Симбирск (ныне Ульяновск) — 29 июня 1960, Жданов (ныне Мариуполь, Украина)) — советский военный лётчик, отличившийся в гражданской войне в Испании, советско-финской войне и Великой Отечественной войне. Герой Советского Союза (22.02.1939). Полковник (28.05.1943), военный лётчик 3-го класса (1950).

## Детство и молодость
Родился 23 ноября (6 декабря) 1911 года в городе Симбирск (ныне Ульяновск). Отец работал кучером, мать вела домашнее хозяйство. В 1913—1919 годах жил в селе Ишеевка (ныне посёлок Ульяновского района Ульяновской области), в 1919—1921 в селе Баратаевка (ныне в черте Ульяновска), затем вернулся в Симбирск. В 1923 году окончил 5 классов школы. C 1924 года был чернорабочим, в 1926—1930 годах работал ткачом на текстильной суконной фабрике имени М. А. Гимова в Ишеевке. В 1931 году окончил курсы шофёров в Ульяновске. До декабря 1932 года работал шофёром в Ульяновской бронетанковой школе.
В 1933 году окончил Ульяновскую лётную школу Осоавиахима, в 1934 году — курсы инструкторов при Тушинском аэроклубе (в Москве). В 1934—1935 годах работал лётчиком-инструктором аэроклуба авиазавода № 21 в городе Горький (ныне — Нижний Новгород).

## Начало военной службы и участие в войнах конца 1930 — начала 1940-х гг.
В Красной Армии с сентября 1935 года. В 1936 году окончил 3-ю военную школу авиационных техников имени В. М. Молотова в Перми, в 1937 году — Борисоглебскую военную авиационную школу лётчиков. С июня 1937 года служил в 72-й истребительной эскадрилье 56-й истребительной авиационной бригады ВВС Киевского военного округа в Житомире: младший лётчик, командир звена. С мая 1938 года — командир звена 28-го истребительного авиационного полка 69-й авиабригады того же округа.
Участник Гражданской войны в Испании с июня по октябрь 1938 года: лётчик, командир звена в авиации республиканских войск. Совершил 80 боевых вылетов на истребителе И-16 с боевым налётом в 102 часа, в 38 воздушных боях лично сбил 3 самолёта противника. В воздушном бою был ранен в правую руку. По возвращении из Испании лейтенанту Н. Герасимову сразу было присвоено воинское звание майор.
За мужество и героизм, проявленные при исполнении воинского долга, указом Президиума Верховного Совета СССР от 22 февраля 1939 года майору Герасимову Николаю Семёновичу присвоено звание Героя Советского Союза с вручением ордена Ленина. После учреждения знака особого отличия 4 ноября 1939 года ему была вручена медаль «Золотая Звезда».
Продолжал службу в ВВС, в январе 1939 года был назначен инспектором по технике пилотирования 69-й истребительной авиабригады (в Киевском военном округе).
В мае 1939 года был включен в группу лучших истребителей ВВС РККА для участия в боевых действиях на реке Халхин-Гол. Там воевал с июня по август 1939 года — лётчик-инспектор по технике пилотирования 70-го истребительного авиационного полка, в августе 1939 — лётчик-инспектор по технике пилотирования 22-го истребительного авиационного полка. Совершил несколько десятков боевых вылетов на истребителе И-16, в воздушных боях лично сбил 1 и в составе группы 8 японских самолётов (по другим данным, на Халхин-Голе сбил 2 японских самолёта лично). 27 июня 1939 года его самолёт был сбит во время взлёта с аэродрома, но Н. С. Герасимов совершил вынужденную посадку и не пострадал.
В сентябре 1939 года был из Монголии переброшен на Украину, назначен на должность заместителя командующего 5-й армией по ВВС и участвовал в походе РККА на Западную Украину. В ноябре 1939 года назначен заместителем командующего ВВС 7-й армии Ленинградского военного округа. В этой должности участвовал в советско-финской войне с декабря 1939 по март 1940 года. Член ВКП(б) с 1940 года.
В апреле-октябре 1940 — помощник командира 43-й истребительной авиабригады 21-й смешанной авиационной дивизии (в Одесском военном округе). Из-за аварии самолёта понижен в должности и назначен помощником командира 46-го истребительного авиационного полка (в Киевском особом военном округе). В марте 1941 года назначен заместителем командира 179-го истребительного авиационного полка 20-й смешанной авиационной дивизии ВВС Северо-Кавказского военного округа, но почти сразу направлен на учёбу слушателем командного факультета Военно-воздушной академии (Монино).

## Великая Отечественная война
После начала Великой Отечественной войны возвращён из академии в строй. В июне 1941 года назначен заместителем командира 271-го истребительного авиационного полка (ПВО г. Ростов-на-Дону). С октября 1941 по октябрь 1942 — командир 512-го истребительного авиационного полка (Юго-Западный фронт, с июня 1942 — Сталинградский фронт). Участвовал в Ростовской оборонительной, Барвенково-Лозовской и Харьковской операциях, Сталинградской битве. Под его командованием в 1941—1942 годах полк сбил 88 вражеских самолётов, потеряв погибшими 20 лётчиков. Сам Н. С. Герасимов за время командования полком выполнил свыше 50 боевых вылетов и сбил лично 2 самолёта.
В октябре 1942 — апреле 1943 — лётчик-инспектор по истребительной авиации Инспекции ВВС Красной Армии. В апреле 1943 — октябре 1944 — командир 256-й истребительной авиационной дивизии (Воронежский фронт, с октября 1943 1-й Украинский фронт). Участвовал в Курской битве и битве за Днепр, Житомирско-Бердичевской, Корсунь-Шевченковской, Ровно-Луцкой, Проскуровско-Черновицкой, Львовско-Сандомирской и Восточно-Карпатской операциях. Под его командованием дивизия получила почётное наименование «Киевская» и была награждена орденами Красного Знамени и Богдана Хмельницкого 2-й степени. По воспоминаниям служившего под его командованием дважды Героя Советского Союза А. В. Ворожейкина. Командир дивизии Н. С. Герасимов имел огромный заслуженный авторитет среди лётчиков-истребителей. За время Великой Отечественной войны совершил 155 боевых вылетов на истребителях И-16, ЛаГГ-3, Як-1, Як-7 и Як-9. По некоторым утверждениям, в воздушных боях лично сбил 7 самолётов противника, по другим — только 2 сбитых в 1942 году.
В октябре 1944 года отозван с фронта и назначен заместителем командира 245-й истребительной авиационной дивизии в 12-й воздушной армии Забайкальского фронта. Во время советско-японской войны в августе 1945 года участвовал в Хингано-Мукденской операции. Умело руководил боевыми действиями частей, лично совершил 3 боевых вылета.
В литературе широко распространено утверждение, что участвуя в пяти войнах, Н. С. Герасимов сбил 16 лично и в составе группы 10 самолётов противников, но документальных подтверждений этому не обнаружено; по данным архивных документов на его боевом счету 4 сбитых лично и 10 в составе группы.

## Послевоенная служба
После войны продолжал службу в ВВС на прежней должности (на Дальнем Востоке). С ноября 1947 — старший лётчик-инспектор по технике пилотирования и теории полёта управления ВВС Киевского военного округа, с января 1948 года — старший инспектор-лётчик отдела боевой подготовки 17-й воздушной армии. С ноября 1948 года — помощник командира 279-й истребительной авиационной дивизии 52-го истребительного авиационного корпуса 57-й воздушной армии (в Прикарпатском военном округе). Освоил реактивный истребитель МиГ-15. С февраля 1954 года полковник Н. С. Герасимов — в отставке по болезни.
Жил в городе Жданов (ныне — Мариуполь) Донецкой области (Украина). Умер 29 июня 1960 года. Похоронен в Мариуполе.
Сын Олег Николаевич Герасимов также стал лётчиком истребительной авиации.

## Награды
- Герой Советского Союза (22.02.1939);
- 2 ордена Ленина (22.02.1939, 23.10.1942);
- 2 ордена Красного Знамени (29.08.1939, 21.03.1940);
- орден Кутузова 2-й степени (8.04.1944);
- орден Отечественной войны 1-й степени (5.11.1942);
- 2 ордена Красной Звезды (28.08.1945, 15.11.1950);
- медаль «За боевые заслуги» (6.11.1945);
- медаль «За оборону Сталинграда» (1944);
- ряд других медалей СССР;

иностранные награды
- орден Красного Знамени (Монголия, 18.08.1939);
- медаль «За победу над Японией» (Монголия, 1945).

## Память
- Бюст Н. С. Герасимова установлен в посёлке Ишеевка Ульяновской области (2009).
- Его именем названы улицы в Ульяновске, посёлке Ишеевка и селе Баратаевка Ульяновской области.
- В 2010 году Министерство связи России выпустило ХМК — «Ульяновск. Герой СССР Николай Герасимов. лётчик»[15].
- У Обелиска «30 лет Победы» в Ульяновске есть мемориальная доска с именем Героя.

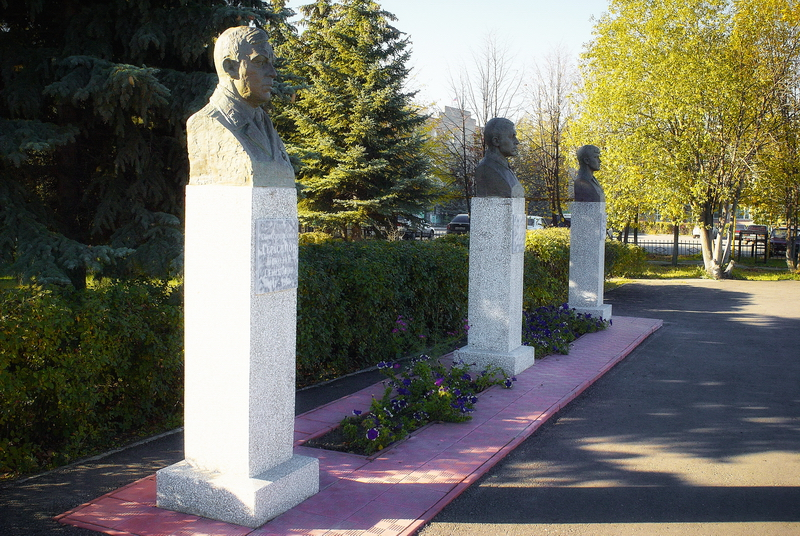
Алея Героев (Ишеевка), бюст Герасимова Н. С.
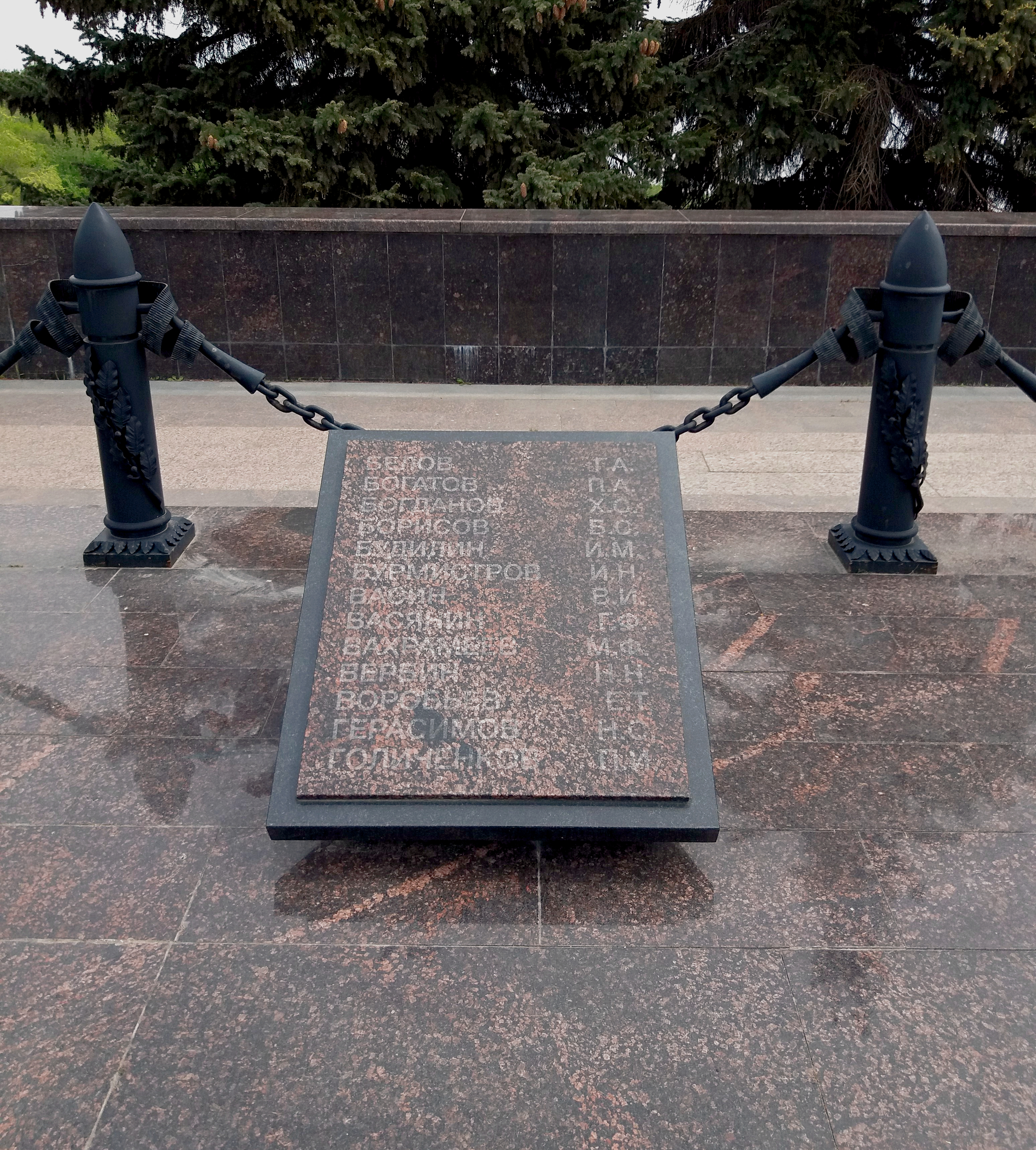
Мемориальная доска с именем Героя.